# Муздалифа
Муздалифа (араб. مزدلفة‎) — долина возле Мекки в Саудовской Аравии. Расположена между долинами Мина и Арафат. Каждый год в девятый день месяца зуль-хиджа долину посещают исламские паломники, совершающие хадж. Там они набирают небольшие камни, которые позже используют в обряде побивания камнями шайтана, совершаемого в долине Мина в течение трёх дней. В качестве символа шайтана используются три установленных в Мине столба, которые называются джамарат.
В Муздалифе имеется мечеть с открытой крышей, которая называется «Заповедная роща» (аль-Маш’ар аль-Харам).